# Puri (Índia)
Puri é uma cidade no estado de Orissa. É um centro de peregrinação devido à importância do Templo de Jagannath e do festival Ratha Yatra.

## Personalidades notáveis
- Bhaktisiddhanta Sarasvati (1874-1937)

## Clima
| Dados climáticos para Puri (1981–2010, extremos 1901–2012) | Dados climáticos para Puri (1981–2010, extremos 1901–2012) | Dados climáticos para Puri (1981–2010, extremos 1901–2012) | Dados climáticos para Puri (1981–2010, extremos 1901–2012) | Dados climáticos para Puri (1981–2010, extremos 1901–2012) | Dados climáticos para Puri (1981–2010, extremos 1901–2012) | Dados climáticos para Puri (1981–2010, extremos 1901–2012) | Dados climáticos para Puri (1981–2010, extremos 1901–2012) | Dados climáticos para Puri (1981–2010, extremos 1901–2012) | Dados climáticos para Puri (1981–2010, extremos 1901–2012) | Dados climáticos para Puri (1981–2010, extremos 1901–2012) | Dados climáticos para Puri (1981–2010, extremos 1901–2012) | Dados climáticos para Puri (1981–2010, extremos 1901–2012) | Dados climáticos para Puri (1981–2010, extremos 1901–2012) |
| Mês                                                        | Jan                                                        | Fev                                                        | Mar                                                        | Abr                                                        | Mai                                                        | Jun                                                        | Jul                                                        | Ago                                                        | Set                                                        | Out                                                        | Nov                                                        | Dez                                                        | Ano                                                        |
| ---------------------------------------------------------- | ---------------------------------------------------------- | ---------------------------------------------------------- | ---------------------------------------------------------- | ---------------------------------------------------------- | ---------------------------------------------------------- | ---------------------------------------------------------- | ---------------------------------------------------------- | ---------------------------------------------------------- | ---------------------------------------------------------- | ---------------------------------------------------------- | ---------------------------------------------------------- | ---------------------------------------------------------- | ---------------------------------------------------------- |
| Recorde alta °C (°F)                                       | 33.4 (92.1)                                                | 35.8 (96.4)                                                | 40.0 (104)                                                 | 41.1 (106)                                                 | 42.2 (108)                                                 | 44.2 (111.6)                                               | 37.6 (99.7)                                                | 36.8 (98.2)                                                | 39.1 (102.4)                                               | 36.1 (97)                                                  | 34.2 (93.6)                                                | 32.8 (91)                                                  | 44.2 (111.6)                                               |
| Média alta °C (°F)                                         | 27.5 (81.5)                                                | 29.1 (84.4)                                                | 31.0 (87.8)                                                | 31.7 (89.1)                                                | 32.8 (91)                                                  | 32.5 (90.5)                                                | 31.6 (88.9)                                                | 31.6 (88.9)                                                | 32.1 (89.8)                                                | 32.0 (89.6)                                                | 30.3 (86.5)                                                | 28.2 (82.8)                                                | 30.9 (87.6)                                                |
| Média baixa °C (°F)                                        | 17.9 (64.2)                                                | 21.4 (70.5)                                                | 24.9 (76.8)                                                | 26.5 (79.7)                                                | 27.5 (81.5)                                                | 27.5 (81.5)                                                | 26.9 (80.4)                                                | 26.7 (80.1)                                                | 26.8 (80.2)                                                | 25.1 (77.2)                                                | 21.2 (70.2)                                                | 17.6 (63.7)                                                | 24.2 (75.6)                                                |
| Recorde baixa °C (°F)                                      | 10.6 (51.1)                                                | 12.2 (54)                                                  | 12.1 (53.8)                                                | 17.4 (63.3)                                                | 16.7 (62.1)                                                | 19.4 (66.9)                                                | 19.4 (66.9)                                                | 20.9 (69.6)                                                | 17.0 (62.6)                                                | 16.3 (61.3)                                                | 11.8 (53.2)                                                | 8.6 (47.5)                                                 | 8.6 (47.5)                                                 |
| Precipitação média mm (pol.)                               | 15.3 (0.602)                                               | 20.7 (0.815)                                               | 20.9 (0.823)                                               | 24.9 (0.98)                                                | 68.7 (2.705)                                               | 178.1 (7.012)                                              | 290.5 (11.437)                                             | 361.0 (14.213)                                             | 261.4 (10.291)                                             | 168.9 (6.65)                                               | 65.9 (2.594)                                               | 10.7 (0.421)                                               | 1 486,8 (58,535)                                           |
| Média de dias chuvosos                                     | 0.9                                                        | 1.6                                                        | 1.4                                                        | 1.2                                                        | 3.8                                                        | 8.5                                                        | 11.5                                                       | 14.1                                                       | 10.3                                                       | 7.0                                                        | 2.3                                                        | 0.3                                                        | 62.8                                                       |
| Média umidade relativa (%) (at 17:30 IST)                  | 71                                                         | 76                                                         | 81                                                         | 84                                                         | 83                                                         | 84                                                         | 84                                                         | 84                                                         | 81                                                         | 74                                                         | 66                                                         | 64                                                         | 78                                                         |
| Fonte: India Meteorological Department                     |                                                            |                                                            |                                                            |                                                            |                                                            |                                                            |                                                            |                                                            |                                                            |                                                            |                                                            |                                                            |                                                            |